# Змијев
Змијев (укр. Зміїв рус. Змиёв) град је у Украјини у Харковској области. Према процени из 2021. у граду је живело 14.071 становника.

## Историја
Змијев се налази на обалама Северског Доњеца, 40 км југоисточно од центра Харковске области, у месту се налази станица на железничкој линији Харков — Горловка, овде се завршава железничка линија Дњепропетровск — Змијев.
Први писани помен овог насеља датира из 12. века. У наредним вековима место су више пута уништавали Татари.  Године 1797. Змијев је добио статус града. У 19. веку град је био административни центар Уезда Змијев у Харковској губернији, а 1923. град је постао окружни центар новооснованог Змијевског округа. Дана 22. октобра 1941. град су заузеле снаге Вермахта. Дана 22. децембра 1948. поново је добио статус града.
Од 26. новембра 1976. до 2. августа 1990. град се звао Готвалд у част Клемента Готвалда.

## Становништво
Према процени, у граду је 2021. живело 14.071 становника.
| 1970.  | 1979.  | 1989.  | 2001.  | 2012.  |
| ------ | ------ | ------ | ------ | ------ |
| 16.599 | 18.859 | 20.031 | 17.063 | 15.270 |